# 가시긴발쥐
가시긴발쥐 또는 민다나오가시쥐(Tarsomys echinatus)는 쥐과에 속하는 설치류의 일종이다. 필리핀 민다나오섬의 부키드논주와 남코타바토주에서만 발견된다. 키탕라드 산과 마투툼 산 주변의 저지대에서 발견된 기록이 있다.

## 특징
꼬리 길이 120~158 mm를 제외한 몸길이가 145~179 mm인 보통 크기의 설치류로 발 길이는 32~34 mm이고 귀 길이는 17~19 mm이다. 짧은 가시털 형태의 털을 갖고 있다. 등 쪽은 회색과 갈색인 반면에 배 쪽은 회색빛을 띤다. 귀는 작고 밝은 갈색을 띤다.

## 생태
땅 위에서 주로 생활하는 육상성 동물이다.

## 분포 및 서식지
필리핀 남단 민다나오섬 키탕라드산과 마투툼산에서만 알려져 있다. 해발 800 m와 1,100 m 사이의 저지대 숲에서 서식한다.